# Palazzetto Medici
Il palazzetto Medici è un edificio storico del centro di Firenze, situato in via Santo Spirito 58 rosso, che appare nell'elenco redatto nel 1901 dalla Direzione Generale delle Antichità e Belle Arti, quale edificio monumentale da considerare patrimonio artistico nazionale. 
Alcune fonti riportano come in antico questo palazzo fosse collegato internamente al palazzo Medici-Soderini retrostante, con ingresso sul lungarno Guicciardini.

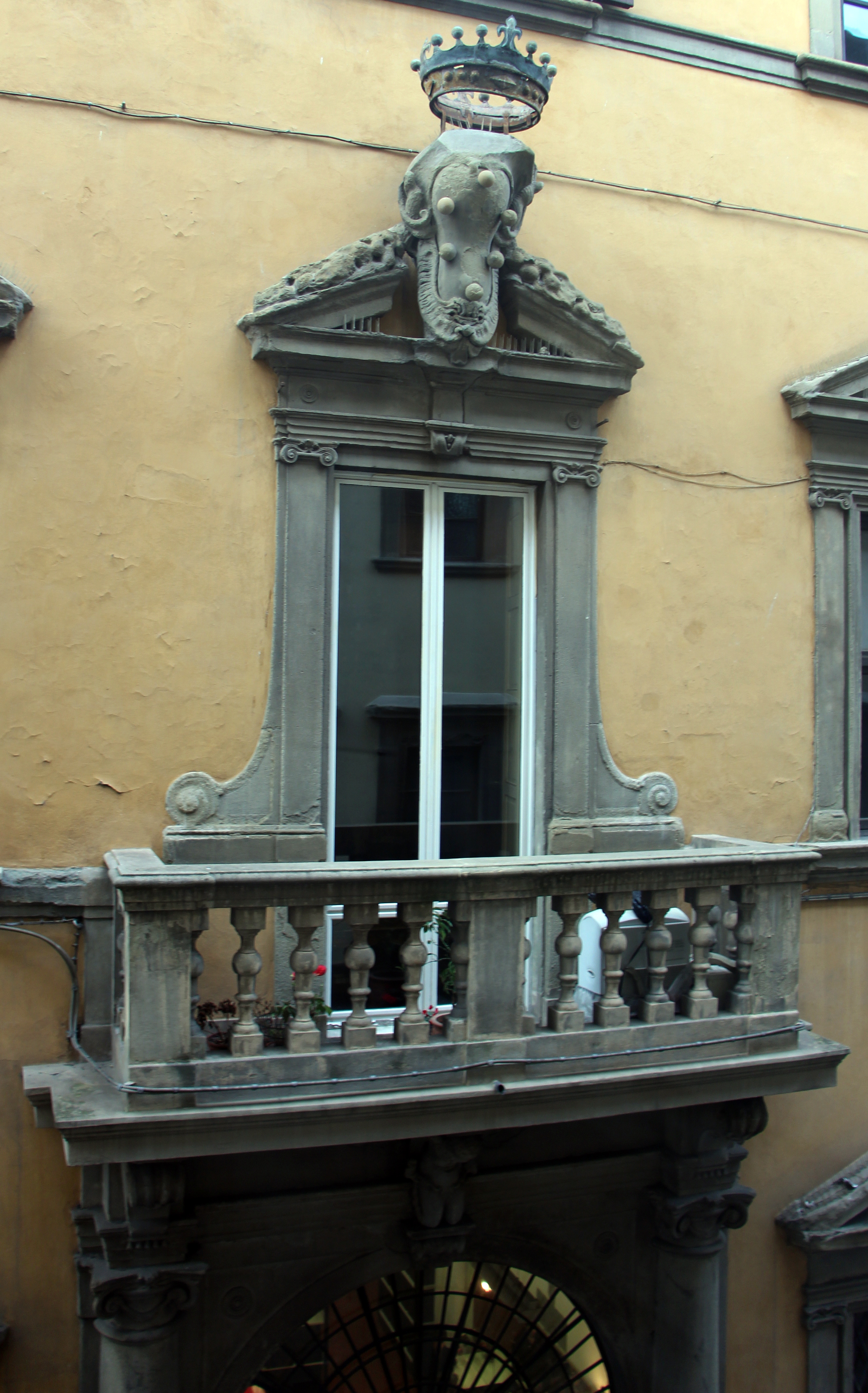
Balcone con stemma Medici

## Storia e descrizione
Erano qui in antico due edifici di età medievale, probabilmente già riunificati nel Quattrocento, comunque a più riprese modificati fino ad una sostanziale trasformazione dell'intera fabbrica nella seconda metà del Seicento, "nella maniera di Gherardo Silvani", come sottolineato da Walther Limburger. Passata per varie proprietà (la letteratura serba notizia di quella Medici e, nell'Ottocento, di quella Schneiderff), la casa si presentava agli inizi del Novecento in uno stato di grave degrado: "L'opera, notevolissima, è in pessimo stato e ha subito gravi trasformazioni. Il piano terreno è stato completamente trasformato in garage". 
Attualmente, recuperato e restaurato, il palazzo si presenta come una delle più importanti presenze della via, sviluppato su tre piani, con il terreno segnato al centro da un portale ad arco inquadrato da due semicolonne che reggono, tramite mensole, un balcone balaustrato in pietra serena. Ai lati del portone sono due finestre inginocchiate con timpano triangolare. Ai piani superiori, contrassegnati da cornici marcadavanzale, si allineano due file di tre finestre, al primo timpanate, con paraste ioniche, al secondo con architrave e capitello dorico. Chiude la facciata un cornicione con un fregio con rosette in pietra nel sottogronda. Il finestrone che si apre sul balcone mostra uno scudo con l'arme dei Medici. Di rilievo anche altri elementi decorativi, come la figura dell'arpia che determina la chiave di volta del portone e, al tempo si stesso, si propone come ulteriore mensola del balcone. 
Il piano terreno ospita attualmente il laboratorio e il negozio della stilista di bigiotteria d'alta moda Angela Caputi. Qui si trova, sotto un doppio stemma Medici-Firidolfi, una lapide del 1759 metà in italiano e metà in latino:
| QVESTA FABBRICA DAI FONDAMENTI AL TETTO AERE PROPRIO EXTRVENDAM CVRAVIT OTTAVIANO GIVSEPPE DE MEDICI BALI DEL DELFINATO NECESSITATE COACTVS NEL ANNO 1759 A SEMPITERNA RICORDANZA |

La traduzione e adattamento in italiano corrente è: «Questa fabbrica dalle fondazioni al tetto a proprie spese ne curò la [ri-]costruzione Ottaviano Giuseppe de' Medici, balì del Delfinato, costretto dalla necessità, nell'anno 1759, a perpetua memoria [pose questa lapide]».

### La questione della casa di Francesco Ferrucci
Questo edificio, con quello attiguo al n. 32, è legato alla memoria della casa di Francesco Ferrucci, che alcuni vorrebbero inglobata in questo palazzetto. Più in particolare si noti, posto sul limitare destro del fronte, in prossimità della casa segnata appunto con il civico 32, la presenza di un pietrino dell'Opera di Carità dei Cappellani del Duomo di Firenze. Proprio questo pietrino è all'origine della questione e forse degli equivoci legati alla storia del luogo. Così, ad esempio, Federico Fantozzi, annotando di palazzo Medici Soderini (sul Lungarno Guicciardini 19-21), scrive: "È uno dei principali della città. Un ramo della famiglia Medici, al quale questo palazzo apparteneva, lo ridusse nella presente elegante e comoda forma. Quella porzione che corrisponde nel Fondaccio di S. Spirito, e si distingue per venusta architettura e per la porta segnata di n. 2015 comunale, avente inoltre un pietrino con l'iscrizione 'Dell'Opera dei Cappellani del Duomo n. XXVIIII' ci mostra la casa ove nacque il 14 agosto 1489 il valoroso e integerrimo Commissario della Repubblica fiorentina nell'assedio del 1529-30 Francesco di Niccolò d'Antonio Ferrucci, che a' 3 di agosto 1530 periva vittima del suo patrio amore per mano del brutale Maramaldo". 
Francesco Bigazzi, annotando di questo stesso pietrino e tenendo presente come già fosse stata posta sul numero 32 la lapide in ricordo di Francesco Ferrucci, così riflette: "Forse al tempo, in cui nacque il Ferrucci, sarà stata tutta una casa, e più modernamente divisa in due per rendere i quartieri più piccoli che sono, a causa dell'alto prezzo delle pigioni, più adatti alla maggior parte degli inquilini. Questa però è mia opinione, e non oserei affermarlo". Molto probabilmente la questione si scioglie tenendo presente come il pietrino sia sul limitare destro dell'edificio, oltre la lesena che inquadra la facciata di palazzo Medici, per cui appare più che probabile che Federico Fantozzi l'abbia messa in relazione con la più modesta casa a lato, cosa probabilmente corretta, visto che difficilmente si può immaginare un palazzetto di questo valore passato all'Opera di Carità, che possedeva invece molti edifici destinati ad abitazioni popolari.